# Ammophila tsunekii
Ammophila tsunekii là một loài côn trùng cánh màng trong họ Sphecidae, thuộc chi Ammophila. Loài này được Menke in Bohart and Menke miêu tả khoa học đầu tiên năm 1976.